# 俄国社会民主工党 (布尔什维克)第六次代表大会
俄国社会民主工党 (布尔什维克)第六次代表大会（俄语：Шестой съезд Российской социал-демократической рабочей партии (большевиков)）于1917年8月8日—16日（旧历7月26日—8月3日）在俄罗斯彼得格勒举行。此次会议上，选举产生俄国社会民主工党 (布尔什维克)的第6届中央委员会。

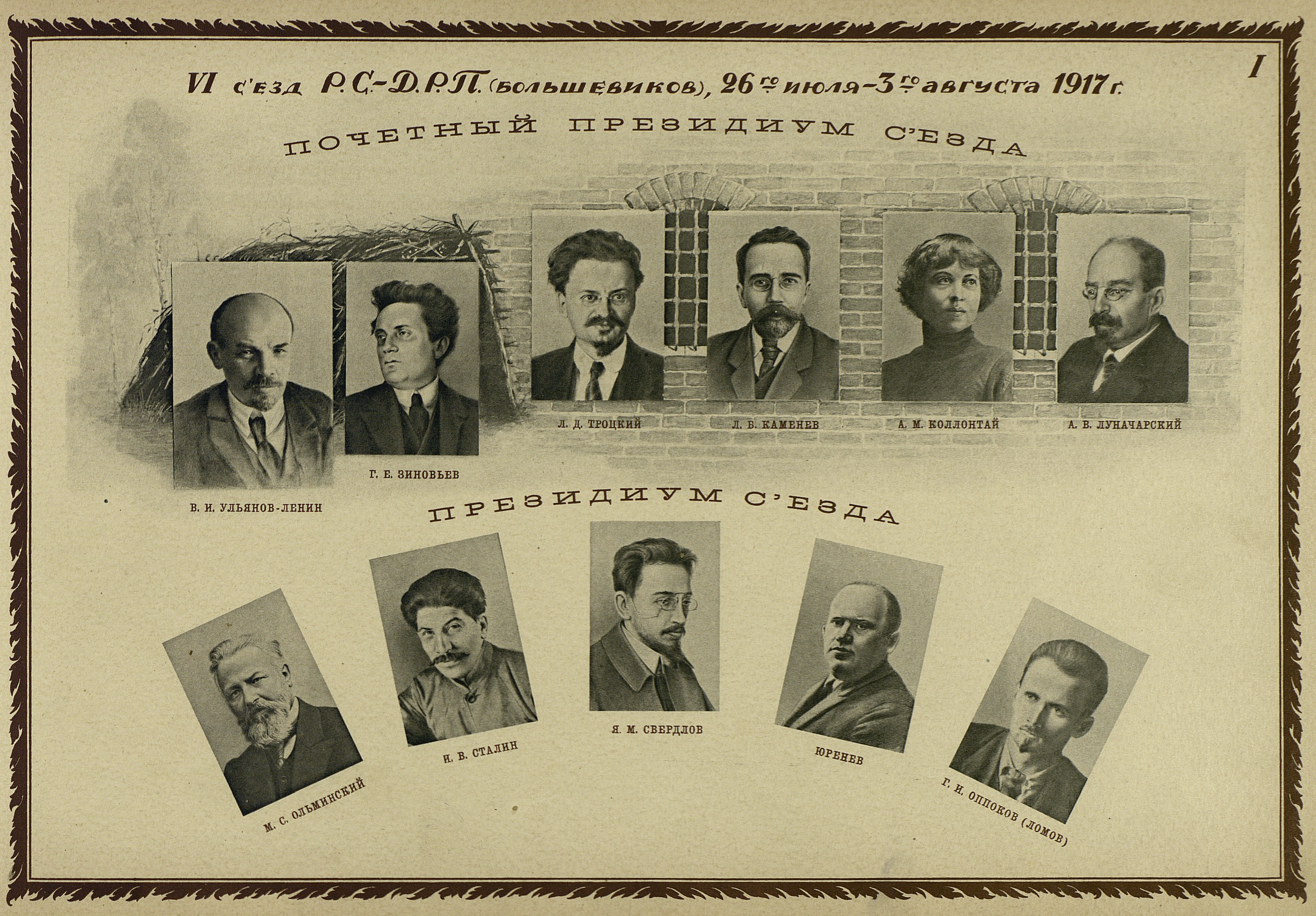
主席团

此次代表大会于二月革命至十月革命期间举办，是在半合法状态下举行的。这也是第一次在俄罗斯公开举行的代表大会。区联派并入布尔什维克党。会议决定在党中央设立检查委员会。